# Бромелия
Бромелия (лат. Bromelia) — род растений семейства Бромелиевые, произрастающий на территории от Мексики до Южной Америки.

## Название
Род назван в честь шведского врача и ботаника Олафа Бромелиуса (1639—1705).

## Биологическое описание
Представители рода — многолетние травянистые растения, большинство из которых являются преимущественно ксерофитами. В основном виды этого рода растут на суше, однако некоторые являются эпифитами. Листья собраны в прикорневые розетки и достигают длины до 2 метров. Они крепкие и снабжены крючковидными колючками по краям.

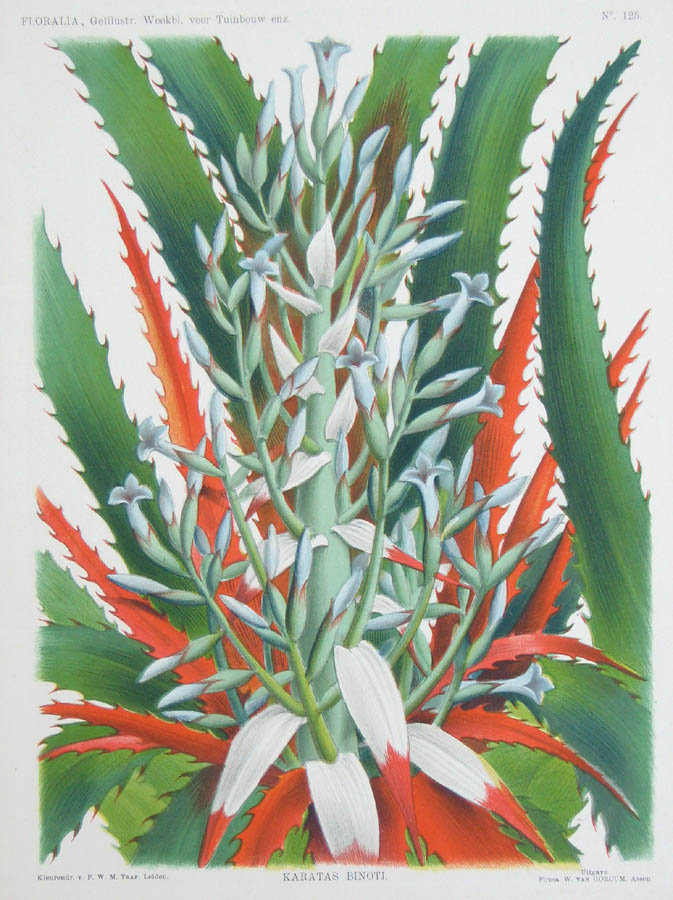
Bromelia binotii, ботаническая иллюстрация

Соцветия варьируют от коротких до длинных в зависимости от вида и имеют колючие прицветники. Они часто бывают войлочно-волосистыми, головчатыми или цилиндрическими. Иногда соцветия декоративные, с ярко окрашенными прицветниками. Цветки обоеполые, тройчатые, быстро увядающие. Три чашелистика свободно срастаются, за исключением большей части своей длины, и могут быть от тупых до заостренных, редко с колючими кончиками. Три лепестка окрашены в различные оттенки: от белого до красноватого или от пурпурного до голубоватого. Имеются два круга, каждый с тремя тычинками, которые не выступают за пределы цветочной кроны. Тычинки срастаются, образуя трубку, длина которой варьирует в зависимости от вида. Три плодолистика срастаются, формируя нижнюю завязь. Относительно крупные ягоды при созревании часто желтеют и содержат разное количество семян. Семена черные, округлые и сплюснутые.

## Использование
Некоторые виды бромелии культивируют для получения волокна. Плоды дикорастущей Bromelia pinguin употребляют в пищу, а также используют для приготовления прохладительных напитков.

## Таксономия
Bromelia L., первое упоминание в Sp. Pl. : 285 (1753).

### Синонимы
- Distiacanthus Linden
- Agallostachys Beer
- Distiacanthus Baker
- Karatas Mill.
- Pinguin Adans.
- Psedomelia Neck.

### Виды
По информации базы данных WFO Plant List на июнь 2024 год, род включает 73 вида:
- Bromelia agavifolia Brongn. ex Houllet
- Bromelia alsodes H.St.John
- Bromelia alta L.B.Sm.
- Bromelia amplifolia Leme & W.Till
- Bromelia antiacantha Bertol.
- Bromelia araujoi P.J.Braun, Esteves & Scharf
- Bromelia arenaria Ule
- Bromelia arubaiensis Ibisch & R.Vásquez
- Bromelia auriculata L.B.Sm.
- Bromelia balansae Mez
- Bromelia binotii E.Morren ex Mez
- Bromelia braunii Leme & Esteves
- Bromelia charlesii P.J.Braun, Esteves & Scharf
- Bromelia chrysantha Jacq.
- Bromelia dilatata Esteves, Hofacker & Scharf
- Bromelia eitenorum L.B.Sm.
- Bromelia epiphytica L.B.Sm.
- Bromelia estevesii Leme
- Bromelia exigua Mez
- Bromelia ferox Esteves, Hofacker & Scharf
- Bromelia flemingii I.Ramírez & Carnevali
- Bromelia fosteriana L.B.Sm.
- Bromelia fragilis L.B.Sm.
- Bromelia glaziovii Mez
- Bromelia goeldiana L.B.Sm.
- Bromelia goyazensis Mez
- Bromelia gracilisepala R.F.Monteiro & Forzza
- Bromelia grandiflora Mez
- Bromelia granvillei L.B.Sm. & Gouda
- Bromelia gurkeniana E.Pereira & Moutinho
- Bromelia hemisphaerica Lam.
- Bromelia hemispherica Lam.
- Bromelia hieronymi Mez
- Bromelia horstii Rauh
- Bromelia humilis Jacq.
- Bromelia ignaciana R.Vásquez & Ibisch
- Bromelia interior L.B.Sm.
- Bromelia irwinii L.B.Sm.
- Bromelia karatas L.
- Bromelia laciniosa Mart. ex Schult. & Schult.f.
- Bromelia lagopus Mez
- Bromelia legrellae (E.Morren) Mez
- Bromelia lindevaldae Leme & Esteves
- Bromelia macedoi L.B.Sm.
- Bromelia magnifica Esteves & Gouda
- Bromelia michaelii Esteves, Hofacker & Scharf
- Bromelia minima Leme & Esteves
- Bromelia morreniana (Regel) Mez
- Bromelia neotenuifolia I.M.Turner
- Bromelia nidus-puellae (André) André ex Mez — Бромелия гнездовая
- Bromelia oliveirae L.B.Sm.
- Bromelia palmeri Mez
- Bromelia pinguin L. — Бромелия пингвин
- Bromelia poeppigii Mez
- Bromelia redoutei (Baker) L.B.Sm.
- Bromelia regnellii Mez
- Bromelia reversacantha Mez
- Bromelia richardii Esteves, Hofacker & Scharf
- Bromelia rondoniana L.B.Sm.
- Bromelia rosea Esteves, Hofacker & Scharf
- Bromelia scarlatina (Linden) É.Morren ex C.Morren
- Bromelia serra Griseb.
- Bromelia superba Mez
- Bromelia superficialis P.J.Braun & Esteves
- Bromelia sylvicola S.Moore
- Bromelia tarapotina Ule
- Bromelia tessmannii Harms
- Bromelia tocantinense Esteves & Gouda
- Bromelia trianae Mez
- Bromelia tubulosa L.B.Sm.
- Bromelia unaensis Leme & Scharf
- Bromelia villosa Mez